# 棋盘宝螺
棋盘宝螺（学名：Cypraea tessellata），又名棋盘宝贝，为宝螺科宝螺属的动物。分布于夏威夷群岛、台湾岛等地，常栖息在从潮间带低潮线附近至水深20米的海底。该物种的模式产地在夏威夷。